# Poincy
Poincy är en kommun i departementet Seine-et-Marne i regionen Île-de-France i norra Frankrike. Kommunen ligger i kantonen Meaux-Nord som tillhör arrondissementet Meaux. År 2022 hade Poincy 776 invånare.

## Befolkningsutveckling
Antalet invånare i kommunen Poincy
| Referens: INSEE |